# T19 Howitzer Motor Carriage
Le T19 Howitzer Carriage Motor (HMC) est canon automoteur de l'United States Army. Le véhicule est conçu sur la base d'un obusier de 105 mm monté sur un châssis de Half-Track M3. Il est produit à 324 exemplaires par Diamond T entre janvier 1942 et avril 1942. Il participe à la Seconde Guerre mondiale et sert principalement dans la campagne d'Afrique du Nord, lors de l'opération Husky et la campagne d'Italie, et plus tard lors de l'invasion du sud de France en 1944.

## Développement et spécifications
À l'automne 1941, avec l’expansion rapide des forces blindés américaines (en), la nécessité de disposer d'un canon automoteur se fait urgente. Un châssis totalement chenillé est initialement préféré, mais l'urgence de la situation exige l'utilisation du matériel immédiatement disponible. Le Half Track M3 est donc sélectionné pour emporter un obusier M2A1 de 105 mm. Le concept proposé en septembre 1941 est initialement refusé, mais devant l'urgence, l'adjudant-général (en) donne son approbation à la construction d'un prototype par l'OCM 17391Ordnance Commit- tee Meeting en date du 31 octobre 1941. Le nouveau véhicule est désigné comme T19 Howitzer Motor Carriage,,.
Comme d'autres canons automoteurs américains produits au début de la Seconde Guerre mondiale, le prototype est assemblé et testé à Aberdeen Proving Ground. Le mécanisme de recul et d'autres parties du M2 sont utilisés dans le montage du véhicule. Après plusieurs essais, l'affût se révèle fragile sur terrain accidenté. Le problème est corrigé en renforçant le cadre et en redessinant le montage de l'obusier. Des phares démontables sont recommandés en raison du souffle du canon, bien qu'ils ne soient pas installés sur les premiers modèles de production. Les premiers modèles ne disposent pas non plus de bouclier pour l'obusier, mais un bouclier pliable est ajouté pendant les essais. Le canon est tourné vers l'avant, comme sur beaucoup d'autres modèles de half-track. Il peut pivoter sur 40 degrés et dispose d'une élévation de -5 à +35 degrés. Le pare-brise blindé est monté de manière à pouvoir se plier sur le capot. Après d'autres essais, le véhicule est accepté pour la production,.
Après validation du prototype, Diamond T lance la production. Le premier véhicule de série est livré à l'armée américaine en janvier 1942. La production prend fin en avril 1942 après la livraison de 324 exemplaires du T19 Howitzer Motor Carriage,,.
|                       | janvier 1942 | février 1942 | mars 1942 | avril 1942 | Total |
| --------------------- | ------------ | ------------ | --------- | ---------- | ----- |
| Production du T19 HMC | 1            | 38           | 136       | 149        | 324   |

Les caractéristiques du T19 Howitzer Motor Carriage sont semblables au half-track M3, car il partage les mêmes châssis, moteurs, suspensions, blindages et réservoirs de carburant. Le véhicule a une masse de 8,65 t et mesure 6,15 m de long, 1,96 m de large et 2,34 m. Les suspensions sont composées de ressorts à lames pour les roues et de ressorts en volute verticale (en) pour les chenilles. Il est propulsé par moteur à essence White 160AX, six cylindres, 6 330 cm3, de 147 ch avec un taux de compression de 6.3:1. Avec un réservoir de 230 l, il dispose d'une autonomie de 320 km et il peut atteindre une vitesse maximal sur route de 72 km/h. Le rapport puissance/poids est de 14,7 ch/tonne,.
Le blindage maximale atteint 12,7 mm au niveau du pare-brise et 6,3 mm partout ailleurs. L'armement consiste en un obusier M2A1 de 105 mm (muni de huit munitions) et une seule mitrailleuse Browning M2 de calibre .50 (12,7 mm) munie de 300 cartouches de munitions pour la défense rapprochée. Le véhicule est manœuvré par un équipage de six personnes,.

## Service
.

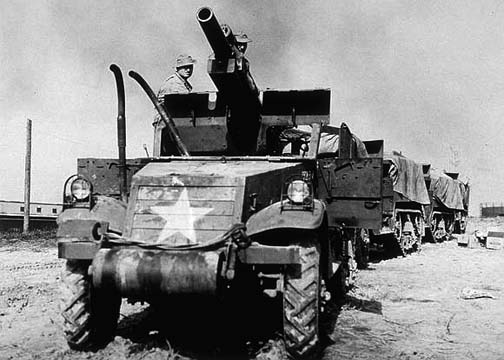
Un T19 du en 1942.

Le T19 Howitzer Motor Carriage est conçu comme un véhicule provisoire jusqu'à ce que de meilleures pièces d'artillerie automotrice soient fabriquées. Il sert dans la campagne de Tunisie en Afrique du Nord entre 1942 et 1943. Il est principalement employé dans la plupart des pelotons de quartiers généraux des bataillons, et les compagnies de canon des divisions d'infanterie. Le T19 est bientôt remplacé dans les divisions blindées par le M7 Priest, un obusier de 105 mm sur un châssis entièrement chenillé,,.
Quelques unités servent en Sicile et en Italie. Une fois en Sicile, une compagnie T19 du 16e régiment d'infanterie (en) arrête une attaque de char allemande en détruisant six chars, pour la perte d'un seul T19. Cette unité reçoit par la suite une Presidential Unit Citation,,. Quelques unités servent jusqu'en 1945 dans le sud de la France,,. Il est finalement été déclaré obsolète en juillet 1945. Ce mois-là, l'entrepreneur Brown & McLaughlin converti 90 T19 en Half-track M3A1,.